# IC 411
IC 411 — галактика типу S0 (спіральна галактика) у сузір'ї Заєць.
Цей об'єкт міститься в оригінальній редакції індексного каталогу.